# 주홍콩 대한민국 총영사관
주 홍콩 대한민국 총영사관(駐香港大韓民國總領事館, 광둥어: 大韓民國駐香港總領事館, 영어: Consulate General of the Republic of Korea in Hong Kong)는 1949년 홍콩에 개설된 대한민국 외교부 소속의 총영사관이다. 이 총영사관은 대한민국 건국 후 최초의 재외공관 중의 하나다.

## 연혁
- 1949년 5월 1일: 영국령 홍콩 영사관 개설.[3]
- 1949년 11월 29일: 총영사관 승격.[3]
- 1985년: 총영사관 규모 확장.[4][5]
- 1997년 4월 24일: 한·중국 정부간의 주홍콩특별행정구 대한민국총영사관 유지 협정 체결.[6]
- 2009년: 총영사관 문화관 개설 (6월 30일).[7]:p17 공관 개관 60주년 기념식 개최 (10월 6일).[7]:p14
- 2014년 2월: 총영사관 한국 자료실 개설.

## 역대 공관장
주 홍콩 대한민국 공관의 역대 공관장은 다음과 같다.
영사
| 대수 | 이 름          | 임기 개시       | 임기 종료        | 비고 |
| ---- | -------------- | --------------- | ---------------- | ---- |
| 1    | 차균찬(車均燦) | 1949년 4월 16일 | 1949년 5월 11일  |      |
| 2    | 김용식(金溶植) | 1949년 8월 11일 | 1949년 11월 27일 |      |

총영사
| 대수 | 이 름          | 임기 개시        | 임기 종료        | 비고 |
| ---- | -------------- | ---------------- | ---------------- | ---- |
| 1    | 이정방(李鼎邦) | 1949년 11월 27일 | 1952년 12월 20일 |      |
| 2    | 박창준(朴昌俊) | 1952년 12월 20일 | 1956년 8월 23일  |      |
| 3    | 강춘희(姜春熙) | 1956년 8월 23일  | 1960년 11월 12일 |      |
| 4    | 최문경(崔文卿) | 1961년 3월 8일   | 1962년 7월 11일  |      |
| 5    | 문덕주(文德周) | 1962년 7월 11일  | 1964년 10월 19일 |      |
| 6    | 진필식(陳弼植) | 1964년 11월 1일  | 1966년 11월 3일  |      |
| 7    | 장상문(張相文) | 1966년 11월 4일  | 1967년 10월 31일 |      |
| 8    | 윤경도(尹慶道) | 1967년 11월 5일  | 1972년 1월 9일   |      |
| 9    | 박창남(朴昌南) | 1972년 1월 10일  | 1974년 2월 14일  |      |
| 10   | 이수우(李秀佑) | 1974년 2월 15일  | 1977년 8월 30일  |      |
| 11   | 이창수(李昌洙) | 1977년 9월 1일   | 1980년 12월 20일 |      |
| 12   | 김태지(金太智) | 1981년 3월 31일  | 1984년 5월 20일  |      |
| 13   | 김정훈(金正勳) | 1984년 6월 1일   | 1985년 10월 18일 |      |
| 14   | 김재춘(金在春) | 1985년 10월 18일 | 1987년 10월 29일 |      |
| 15   | 김이명(金以銘) | 1987년 11월 5일  | 1990년 6월 30일  |      |
| 16   | 정민길(鄭旼吉) | 1990년 7월 5일   | 1993년 4월 30일  |      |
| 17   | 남홍우(南洪祐) | 1993년 5월 5일   | 1996년 3월 15일  |      |
| 18   | 박양천(朴楊千) | 1996년 3월 20일  | 1998년 4월 15일  |      |
| 19   | 신두병(申斗柄) | 1998년 5월 4일   | 2000년 12월 31일 |      |
| 20   | 김광동(金光東) | 2001년 2월 14일  | 2002년 1월 19일  |      |
| 21   | 강근택(姜根鐸) | 2002년 2월 26일  | 2004년 9월 6일   |      |
| 22   | 조환복(趙煥復) | 2004년 9월 13일  | 2007년 3월 2일   |      |
| 23   | 석동연(石東演) | 2007년 3월 21일  | 2010년 3월 6일   |      |
| 24   | 전옥현(全玉鉉) | 2010년 3월 8일   | 2012년 9월 16일  |      |
| 25   | 조용천(趙鏞天) | 2012년 9월 19일  | 2015년 3월 25일  |      |
| 26   | 김광동(金光東) | 2015년 4월 18일  | 2017년 9월 19일  |      |
| 27   | 김원진(金元辰) | 2018년 1월 10일  | 2020년 12월 1일  |      |
| 28   | 백용천(白龍天) | 2020년 12월 8일  | 2023년 5월 19일  |      |
| 29   | 유형철(柳泂喆) | 2023년 5월 26일  | 2025년 7월 13일  |      |

## 같이 보기
- 홍콩 경제무역대표부 서울 사무소
- 주홍콩 일본 총영사관